# Шевлягино (Раменский район)
Шевля́гино — деревня в Раменском муниципальном районе Московской области. Входит в состав сельского поселения Новохаритоновское. Население — 38 чел. (2010).

## Название
Название связано с некалендарным личным именем Шевляга.

## География
Деревня Шевлягино расположена в восточной части Раменского района, примерно в 22 км к востоку от города Раменское. Высота над уровнем моря 143 м. К деревне приписано 2 СНТ — Лето и Отдых. Ближайший населённый пункт — посёлок Шевлягинского завода.

## История
В 1926 году деревня входила в Вороновский сельсовет Карповской волости Богородского уезда Московской губернии.
С 1929 года — населённый пункт в составе Раменского района Московского округа Московской области.
До муниципальной реформы 2006 года деревня входила в состав Новохаритоновского сельского округа Раменского района.

## Население
| 1926 | 2002 | 2010 |
| ---- | ---- | ---- |
| 113  | ↘42  | ↘38  |

В 1926 году в деревне проживало 113 человек (50 мужчин, 63 женщины), насчитывалось 19 хозяйств, из которых 15 было крестьянских. По переписи 2002 года — 42 человека (18 мужчин, 24 женщины).